# Пудемский завод
Пуде́мский (Пубенский) чугуноплави́льный и железоде́лательный заво́д — небольшой металлургический завод, основанный в 1756 (по другим данным, в 1759) году на реке Пудем. Входил в состав Омутнинского горнозаводского округа.

## История

### XVIII век
Завод был основан казанскими купцами П. А. Келаревым и А. И. Ляпиным на реке Пудем, в 37,6 верстах к северо-востоку от Глазова, по указу Берг-коллегии от 17 октября 1756 года. Первоначальный проект предусматривал строительство двух отдельных заводов: чугуноплавильного и железоделательного. Но в итоге было принято решение строить завод с двумя переделами. Завод был запущен в эксплуатацию 24 февраля 1759 году в составе одной доменной печи и двух молотов, на реке Пудем был образован пруд. В первые годы работы завод пользовался лесными дачами удмуртов Еловской волости, а также дачами Верховятского монастыря.
В 1760 году было произведено 10,8 тыс. пудов чугуна и 6,7 тыс. пудов железа. Сразу после запуска завода выяснилось, что мощность молотовой фабрики не соответствует производительности доменной печи. Это вынудило П. А. Келарева приступить к строительству Лудянского молотового завода, предназначенного для передела пудемского чугуна. В конце 1760-х годов компаньоны оказались в тяжёлом финансовом положении и в 1769 году получили разрешение Берг-коллегии на продажу завода, но покупателей не нашлось. В 1770 году на заводе было произведено 4,9 тыс. пудов чугуна и 3,3 тыс. пудов железа, после чего по решению Берг-коллегии предприятие было остановлено. В 1774 году на заводе существовали доменная печь, две молотовых фабрики с 3 молотами и 6 горнами, две кузницы с 3 горнами, меховая мастерская. Штат завода составляли вольнонаёмные работники. В этом же году завод был куплен на аукционе И. П. Осокиным.
Под управлением И. П. Осокина завод был запущен, но под влиянием действий повстанцев в годы Крестьянской войны вновь был остановлен и простаивал более двух лет, несмотря на то, что повстанцы не причинили предприятию никакого ущерба. В 1778 году домна работала только в ноябре—декабре, было произведено 12 тыс. пудов чугуна.
В 1780 году было произведено 27,5 тыс. пудов чугуна и 10,3 тыс. пудов железа, в 1781 году — 7,1 тыс. пудов чугуна, в 1783 году — 14,6 тыс. пудов чугуна. В 1784 году производство чугуна прекратилось, домна была демонтирована и перенесена на Омутнинский завод. В 1797 году на заводе действовали молотовая фабрика с 4 кричными горнами и 2 кричными молотами, кузница с 2 кузнечными горнами, а также меховая и пильная мельница. Завод не имел собственных рудников (по другим данным, завод имел 40 рудников, в том числе 1 действующий), леса арендовались у казны. В 1805 году на заводе работало 30 крепостных и 91 вольнонаёмных рабочих, в 1806 году — 22 крепостных, 8 вечноотданных и 70 вольнонаёмных рабочих. В 1790 году было произведено 34 тыс. пудов железа, в 1800 году — 15 тыс. пудов. Часть готовой продукции продавалась на местном рынке, часть отправлялась в Петербург. В 1802 году в Петербург было отправлено 1,5 тыс. пудов железа, ещё 6,2 тыс. пудов было продано на Алексеевской ярмарке.

### XIX век
С 1808 года завод стал собственностью сыновей И. П. Осокина, Петра и Гавриила. С 1810 года Гавриил Иванович стал единоличным владельцем завода. Из-за накопившихся долгов он вынужден был в 1824 году заложить предприятия, в том числе Пудемский завод, в Государственном заёмном банке. В 1823 году было изготовлено 16,2 тыс. пудов железа разных сортов, в 1825 году — 18,7 тыс. пудов, в 1827 году — 21,1 тыс. пудов. В 1841 году на заводе работали 6 кричных горнов, 6 кричных молотов, 2 воздуходувных, с приводом от водяных колёс. В 1841 году завод действовал 205 суток, было произведено 16,1 тыс. пудов железа, в том числе 15,2 тыс. пудов полосового, 0,9 тыс. пудов связного, 36 пудов якорного.
В 1847 году завод перешёл по наследству к сыну Г. И. Осокина, Александру. В 1848 году из-за нехватки оборотных средств он продал завод ярославскому купцу А. М. Пастухову с племянниками Николаем и Павлом.
В 1834 году на заводе работало 267 человек, в 1850 году — 393 приписных и 43 крепостных на посессионном праве, в 1858 году — 483 и 67 человек соответственно.
В 1860 году на заводе работало 260 человек, было произведено 20,8 тыс. пудов кричного железа, в 1861 году — 23,0 тыс. пудов, в 1862 году — 32,1 тыс. пудов, в 1863 году — 31,7 тыс. пудов со штатом в 245 рабочих. В начале 1860-х годов завод ежегодно получал с Омутнинского предприятия 30—40 тыс. пудов чугуна. В 1863 году на заводе работала 1 доменная печь на холодном дутье, 6 кричных горнов. Энергетическое хозяйство состояло из 10 вододействующих колёс. В 1863—64 годах шло строительство второй доменной печи, наращивалась плотина заводского пруда для увеличения напора воды. В 1864 году была построена листокатальная вододействующая машина с 2 молотами. В 1869 году было произведено 30 тыс. пудов готового железа (1,7 тыс. пудов сортового, 28,3 тыс. пудов листового), в 1873 году — 42,1 тыс. пудов (13 тыс. пудов сортового, 29,1 тыс. пудов листового).
В 1879 году заводовладельцем стал Н. П. Пастухов. В 1880 году на заводе действовали 6 кричных горнов и отражательная печь. В 1885 году парк оборудования состоял из 3 кричных горнов, 3 калильных печей, 8 вододействующих молотов, 2 прокатных станов. В 1888 году работали 4 кричных горна, 3 калильных печи, 6 вододействующих молотов, 1 прокатный стан, 1 отражательная печь. В 1888 году было произведено 40 тыс. пудов железа и 4,6 тыс. пудов железных изделий. В 1890 году работали только 2 кричных горна и 2 калильные печи. В качестве двигателей использовались 10 вододействующих колёс общей мощностью в 212 л. с. На основных работах было занято 330 рабочих, на вспомогательных — 480.
К 1892 году завод специализировался на производстве листового кровельного железа, прокатываемого из кричной болванки. Чугун для переработки поступал с Омутнинского завода. В 1897 году была реконструирована кричная фабрика, в ней работало 3 горна, каждый с двумя «огнями». В 1897 году было изготовлено 63,2 тыс. пудов готового железа, в 1899 году — 66,7 тыс. пудов.

### XX век
В начале XX века из-за общего кризиса объёмы производства начали снижаться. В 1900 году было произведено 61,7 тыс. пудов железа, в 1901 году — 55,5 тыс. пудов. В дальнейшем объёмы производства восстанавливались. В 1906 году было произведено 65,4 тыс. пудов готового железа, в 1908 году — 68,8 тыс. пудов. В первом десятилетии XX века Пудемский завод развивался как листопрокатный. К 1913 году энергетическое хозяйство состояло из паровых и водяных двигателей общей мощностью в 182 л. с., на заводе было занято 350 рабочих. С 1913 года предприятие стало собственностью акционерного общества «Северных заводов наследников Н. П. Пастухова», с 1915 года — собственностью акционерного общества Северных заводов.
В марте 1918 года завод был национализирован и вскоре был остановлен из-за нехватки чугуна и оборотных средств. В октябре 1918 года вошёл в состав Северо-Вятского горного округа. В 1917—28 годах завод не работал. В 1928 году на базе предприятия была создана артель «Металлург», открылась кузница, началось строительство прокатного цеха. В 1970—80-х годах была произведена реконструкция прокатного цеха, создан литейный цех и цех механообработки.